# Мразович, Авраам
Авраам Мразович (серб. Аврам Мразовић, 12 марта 1756, Сомбор, Габсбургская монархия — 20 февраля 1826, там же) — один из самых авторитетных и образованных сербских деятелей Просвещения, писатель, переводчик, педагог, общественный деятель.

## Биография
Родился в семье сомборского священника. После окончания славяносербской школы в родном городе, продолжил учебу в высшей гимназии в Сегеде (ныне Венгрия), где изучал поэтику и риторику, затем учился в г. Печ и Пеште, где слушал лекции по философии и праву.
С 1 мая 1777 года работал директором Греко-восточной нормальной школы в Фюнфкирхене, затем инспектором сербских народных училищ в Печском округе.
Приложил много сил к совершенствованию учебно-воспитательной процесса в сербских школах и училищах .

## Просветительская деятельность
В начале XVIII века у сербов произошла смена редакций церковнославянского языка в сфере духовной и светской культуры (с традиционно славяносербского на русский церковнославянский язык), в связи с рядом социально-исторических и политических факторов и постепенным угасанием средневековой сербской литературы. Русский церковнославянский язык стал официальным языком Сербской православной церкви, не только литургии, но также в сфере администрации и образования.
К концу века возник круг сербских деятелей Просвещения, которые создали новые сербские национальные произведения учебной литературы. Среди просветителей Сербии особо выделялся Авраам Мразович.

## Избранные произведения
Авраамом Мразовичем был создан целый ряд учебных пособий и художественных произведений на церковно-славянском языке, в том числе:
- Руководство к славянскому правочтению и правописанию (для народных школ, Вена, 1797),
- Руководство к словенской грамматице (для народных училищ, Вена, 1794, Буда, 1800, 1821),
- Руководство к словенскому красноречию во употребление любителей славенского языка (Будин, 1821),
- Руководство к науце числительной (для народных училищ, Буда, 1798),
- Слезы блаженной сени Александры Павловны (Буда, 1801),
- Логика, си есть умословие или философия умная….

Им также был выпущен ряд сочинений и переводов на языке, близком к сербскому народному:
- Руководство к польскому и домаћему строению или пропись, что селянин сваког мечеца при нивах, ливадах, скотоводству, виноградех, бахчах и домоводству радити има, за селянску младеж изданый (Буда, 1822),
- Человекомерзость и раскаяние (драма; Буда, 1808),
- Овидиа Насона печалных книги V (издание подлинника с переводом на славяно-сербский язык, Буда, 1818),
- Овидиа Насона посланий от Понта книги IV (Буда, 1818).
- Поучительный магазин за децу к просвещению разума и исправлению сердца от госпожи Марии ле Пренс де Бомонт сочинен… (Вена, 1787) и др.

Особого внимания заслужила его «Руководство к словенской грамматице», как первый опыт создания грамматики церковнославянского языка
русской редакции сербским автором для сербов.